# Entephria flavomixta
Entephria flavomixta är en fjärilsart som beskrevs av Aubert 1959. Entephria flavomixta ingår i släktet Entephria och familjen mätare. Inga underarter finns listade i Catalogue of Life.